# 汤姆叔叔的小屋站
汤姆叔叔的小屋站（德語：U-Bahnhof Onkel Toms Hütte）是柏林地鐵的是柏林地鐵地铁3号線的一座車站。站名源自于美国作家哈里特·伊丽莎白·比彻·斯托（斯托夫人）于1852年发表的一部反奴隶制的小说《汤姆叔叔的小屋》。